# Dominikanerkloster Nörenberg
Das Dominikanerkloster Nörenberg war ein Kloster des Ordens der Dominikaner in Nörenberg, damals in der brandenburgischen Neumark, vom 14. bis zum 16. Jahrhundert.

## Geschichte
Über das Kloster sind fast keine historischen Informationen erhalten.
Der Gründungszeitpunkt und der Gründer sind unbekannt (1308 oder später). Um 1380 wurde das Kloster Nörenberg der Predigermönche in den Statuten des Bistums Cammin erwähnt. Es sollte dem Bischof ein Reh und zwei Auerhähne entrichten, eine geringe Abgabe im Vergleich mit anderen Klöstern und Kirchen.
Erst 1470 wurde das Kloster wieder in den Akten der Dominikaner-Ordensprovinz Polonia erwähnt, als ein Prior verabschiedet wurde. 1508, 1510 und 1519 wurde es dort wieder genannt, zuletzt wurden sieben Mönche in das Kloster versetzt, ein Hinweis auf eine mögliche geringe Anzahl von Brüdern zu diesem Zeitpunkt: Zu einem Dominikanerkonvent gehörten mindestens zwölf Mönche, vielleicht waren die neuen Mitglieder nötig, um das Kloster weiter betreiben zu können.
Weitere Nachrichten sind heute nicht mehr bekannt, spätestens kurz nach 1535 wird das Kloster nach Einführung der Reformation in der Neumark aufgelöst worden sein.

## Wirtschaft
Das Kloster war wahrscheinlich sehr klein und ohne große Einnahmen, möglicherweise besaß es nicht einmal eigene Termineien (nach den Hinweisen von 1380).

## Lage
Das Kloster muss in der Stadt gelegen haben, wo genau, ist nicht überliefert.